# Виконт Уэйр
Виконт Уэйр (англ. Viscount Weir) из Иствуда в графстве Ренфру — наследственный титул в системе Пэрства Соединённого королевства. Создан 25 июня 1938 года для шотландского бизнесмена, государственного служащего и политика Уильяма Уэйра, 1-го барона Уэйра (1877—1959). В 1918 году для него же был создан титул барона Уэйра из Иствуда в графстве Ренфру (Пэрство Соединённого королевства). В 1918—1919 годах Уильям Уэйр занимал должность министра авиации (англ.).
По состоянию на 2024 год носителем титула являлся его внук, Уильям Джеймс Кеннет Уэйр, 3-й виконт Уэйр (род. в 1933 году), который сменил своего отца в 1975 году.
Ранее семье Уэйр принадлежало поместье Монтгринан Майн Эстейт (англ.) в окрестностях деревни Торранирд (англ.) в Норт-Эршире (Шотландия).

## Виконты Уэйр (1938)
- 1938—1959: Уильям Дуглас Уэйр, 1-й виконт Уэйр (12 мая 1877 — 2 июля 1959), старший сын Джеймса Уэйра (1842/1843 — 1920);
- 1959—1975: Джеймс Кеннет Уэйр, 2-й виконт Уэйр (10 сентября 1905 — 16 августа 1975), сын предыдущего;
- 1975 — настоящее время: Уильям Джеймс Кеннет Уэйр, 3-й виконт Уэйр (род. 9 ноября 1933 года), сын предыдущего;
  - Наследник: достопочтенный Джеймс Уильям Хартленд Уэйр (род. 1965), сын предыдущего.